# Stazione di Riardo-Pietramelara
Stazione di Riardo-Pietramelara vasútállomás Olaszországban, Riardo településen.

## Vasútvonalak
Az állomást az alábbi vasútvonalak érintik:
- Róma–Cassino–Nápoly-vasútvonal

## Kapcsolódó állomások
A vasútállomáshoz az alábbi állomások vannak a legközelebb:
- Stazione di Teano
- Stazione di Vairano-Caianello